# تاريخ سويسرا المبكر
يبدأ تاريخ سويسرا المبكر مع المستوطنات حتى بداية حكم آل هابسبورغ، أفضت المستوطنات إلى حركة استقلال في الكانتونات المركزية لأوري وشفايز وأونترفالدين وتطور الاتحاد السويسري القديم أواخر العصور الوسطى.

## ما قبل التاريخ

### العصر الحجري القديم
وُجد في براتيلن فأس يدوي يعود تاريخه إلى 300,000 عام صمّمه إنسان منتصب. يُميَّز وجود النياندرتال من كهف دي كوتيشنر في نيوتشاتل، الذي يعود تاريخه إلى 70,000 عام وكهوف فيلدكيرشلي في جبال الألب أبينزيل التي يعود تاريخها إلى 40,000 عام. وصل البشر الحديثين الأوائل إلى أوروبا المركزية منذ 30,000 عام، غير أن الكتل الجليدية غطّت معظم ما هو سويسرا اليوم خلال الذروة الجليدية الأخيرة (تجلّد فورم). كانت الأجزاء الخالية من الثلج، سويسرا الشمالية إضافة إلى الراين العالي وقسم من حوض آر، عرضةً لتربة صقيعية. ظهر الاستيطان البشري في الهضبة السويسرية في البداية قبل نحو 10,000 عام في العصر الحجري المتوسط الذي كان ينشأ في فيتزيكون-روبنهاوسن.

### العصر الحجري الأوروبي الحديث حتى العصر البرونزي
وصل العصر الحجري الأوروبي الحديث إلى الهضبة السويسرية قبل 7,000 عام (أواخر الألفية السادسة قبل الميلاد) وهيمنت عليه حضارة الفخار الخطي. كانت المنطقة كثيفة السكان نسبيًا، حسبما وثّقت المكتشفات الأثرية العديدة من تلك الفترة. وُجدت المساكن الناتئة ذات الزكائز في المناطق السطحية لعدة بحيرات. اكتُشفت آثار يعود تاريخها إلى الألفية الخامسة في شنايديجوتش في 2003 حتى 2005.
في الألفية الثالثة قبل الميلاد، كانت سويسرا تقع على المشارف الجنوبية الغربية لأفق حضارة الخزف المحزم، داخلة العصر البرونزي الباكر (حضارة القدور الجرسية) بنفس سرعة أوروبا الوسطى، في القرون الأخيرة للألفية الثالثة.
من المحتمل أن تاريخ الاستيطان الهندو-أوروبي الأول يعود إلى الألفية الثانية، على الأقل في شكل حضارة أورنفيلد منذ نحو 1300 عام قبل الميلاد. يتميز سكان إقليم الراين الهندو-أوروبيين بأوتزي رجل الثلج، شخصية من أواخر الألفية الرابعة قبل الميلاد وجدت في جبال الألب النمساوية (ما يقارب 25 كم عن الحدود السويسرية).

### العصر الحديدي
تقع الهضبة السويسرية في الجزء الغربي من حضارة هالستات في العصر الحديدي الباكر، وشاطرت حضارة لاتين الباكرة (سُمّيت على اسم الموقع النوعي في بحيرة نوشاتيل) التي بزغت من خلفية حضارة هالستات منذ القرن الخامس قبل الميلاد.
بحلول قرون قبل الميلاد الأخيرة، استقرت في الهضبة السويسرية وتيسينو الشعوب الناطقة بالسلتية القارية (شعوب الغال): استوطنت شعوب الهيلفيتي وفينديليتشي الجزء الغربي والشرقي من الهضبة السويسرية على التوالي، واستقر شعب ليبونتي في منطقة لوغانو. سُكنت وديان جبال الألب الداخلية من سويسرا الشرقية (غريسونز) من قبل الريتيين غير السلتيين.
يشير توزع قبور حضارة لا تين في سويسرا إلى أن الهضبة السويسرية بين لوزان ووينترثور كانت كثيفة السكان نسبيًا. وُجدت مراكز الاستيطان في وادي نهر آر بين ثون وبيرن، وبين بحيرة زيوريخ ونهر الرويس. يبدو أيضًا أن كانتون فالاي والأقاليم حول بيلينزونا ولوغانو كانت مأهولةً بالسكان، إلا أنها تقع خارج الحدود الهيلفيتية.
تقريبًا بُنيت جميع الأوبيدو السلتية في المناطق المجاورة لأنهار أكبر للهضبة السويسرية. يُعرف في سويسرا نحو دزينة من الأوبيدو تقريبًا (تُقارب العشرين من بينها مواقع مرشحة وغير مؤكدة)، لم تكن جميعها مأهولة خلال الفترة ذاتها. لمعظمهم، اندثر معظم الأسماء المعاصرة للأوبيدا، وورد بين أقواس في الحالات التي سُجّل فيها الاسم قبل الروماني. الأوبيدوا الأكبر كانت في بيرني-إنغيهالبينسيل (على ما يبدو برينودوروم، الاسم مسجل على لوح غوبانوس) وفي آر وواحد في آلتينبرغ-رايناو على نهر الراين. الأوبيدا المتوسطة الحجم كانت تلك التي في بويس دي شاتل، أفنيتشز (جرى التخلي عنها مع تأسيس أفينتيكوم كعاصمة للمقاطعة الرومانية) وجينسبيرغ (قرب فيكوس بيتينسيكا، مونت فولي، وجميعها تبعد سير يوم عن الأوبيد في بيرني، أوبيدوا زيوريخ-ليندينهوف في عند مثلث أنهار زيوريخ-ليمات-سيل تلة ليندينهوف هيل، وأوبيدوا أويتليبيرج الذي يطل على شاطئ بحيرة سيل وزيوريخ. الأوبيدا الأصغر كانت في جنيف (جينافا) ولوزان (لوزانا) على شواطئ بحيرة جينيف، في سيرموز عند النهاية العليا من بحيرة نوشاتل، وفي إيبينبيرغ ووينديش (فيندونيسا) جانب الآر الأدنى، وجبال شايبيوف وجبال تيري وجبال جورا، في منطقة راوراتشي.

## العهد الروماني
في عام 58 قبل الميلاد، حاول الهيلفيتي التهرب من ضغط هجرة قبائل جرمانية عبر الانتقال إلى الغال، إلا أنهم أوقفوا وهُزموا في بيبراكتي (قرب أوتون في يومنا الحاضر) من قبل جيوش يوليوس قيصر وأعيدوا بعدها. في عام 15 قبل الميلاد، غزا تيبيريوس ودروسوس جبال الألب، وبات الأقليم مدمجًا في الإمبراطورية الرومانية: باتت منطقة استيطان الهيلفيتي جزءًا في البداية من غاليا بيلغيكا ولاحقًا من مقاطعة جيرمانيا الكبرى، في حين دُمج القسم الشرقي ضمن مقاطعة رايتيا الرومانية.
شهدت السنوات الـ300 التالية استيطانًا رومانيًا واسعًا، بما فيه بناء شبكة طرق وتأسيس عدة مستوطنات ومدن. كان مركز الاستيطان الروماني في أفينتيكوم (أفينتشيز)، أُسّست مدن أخرى في آربور فيليكس (آربون)، أوغوستا راوريكا (كايزرأوغست قرب بازل)، باسيليا (بازل)، كوريا (خور)، جينافا (جينيف)، لوزان (لوزان)، أوكتودورم (مارتيني، متحكمة بممر القديس بيرنار العظيم)، سولودوروم (سولوثورن)، توريكوم (زيوريخ) وأماكن أخرى. وُجدت الفيالق الرومانية في تينيدو (زورزاتش) وفيندونيسا (فينديش).
طوّر الرومان أيضًا طريق القديس بيرنار العظيم ابتداءً من العام 47، وفي عام 69 استخدمه قسم من فيالق فيتيليوس لاجتياز الألب. توسّعت الطرق من ممرات ترابية إلى طرق معبدة ضيقة. بين عامي 101 و260، خرجت الفيالق من الإقليم متيحةً للتجارة أن تتوسع. في رايتيا، باتت اللغة والثقافة الرومانية مهيمنتين. بعد نحو 2000 عام، واصل بعض سكان غراوبوندين تحدّث الرومانية التي انحدرت من اللاتينية العامية.
في عام 259، اجتاحت قبائل ألاماني الايم وتسببت بدمار واسع للمدن الرومانية والمستوطنات. تمكنت الإمبراطورية الرومانية من إعادة تأسيس الراين كحدود، وأعيد بناء المدن في المناطق السويسرية. إلا أنها أمست في تلك اللحظة مقاطعةً حدودية، ونتيجة لذلك كانت المدن الرومانية الجديدة أصغر وأكثر تحصينًا.

## التنصير والعهد ما بعد الروماني
في الفترة الرومانية المتأخرة في القرنين الثالث والرابع، بدأ تنصير الإقليم. ربما بُنيت أساطير الشهداء المسيحيين مثل فيليكس وريجولا في زيوريخ على أحداث وقعت خلال اضطهاد المسيحيين تحت حكم ديوكليتيان نحو عام 298. في حين تدور قصة الكتيبة الطيبية، التي استشهدت قرب سان موريس في فالايز، حول تواريخ عدة بلدان في سويسرا.
تأسست الأسقفيات الأولى في القرنين الرابع والخامس في بازل (موثّق في عام 346) ومارتيني (موثق في عام 381، نُقلت إلى سيون في عام 585) وجينيف (موثق في عام 441) وخور (موثق في 451). ثمة دليل من القرن السادس على وجود أسقفية في لوزان، التي ربما كانت قد نُقلت من أفينتشيز.
مع سقوط الإمبراطورية الرومانية الغربية، حلّت القبائل الجرمانية مكانها. استقر البورغونديون في جورا ووادي الرون وجبال الألب جنوب بحيرة جينيفا، في حين عبر المستوطنون الألمان في الشمال نهر الراين في عام 406 وأصبحوا ببطء جزءًا من السكان الغالو رومان، أو أرغموهم على الانسحاب إلى الجبال. باتت بورغوندي جزءًا من إمبراطورية الفرنجة في عام 534، وبعد عامين سارت الدوقية الألمانية على خطاها. عزز ملوك بورغوندي التنصير عبر الأديرة التي تأسست حديثًا، على سبيل المثال، في رومانمونتيير أو سان موريس في كانتون فالايز عام 515. في القسم الألاماني، استمرت في الوجود الجماعات المسيحية المنعزلة وسادت الوثنية الجرمانية بما في ذلك عبادة فودان. أعاد الرهبان المسيحيان كولومبانيوس وجالوس إدخال الدين المسيحي أوائل القرن السابع. تأسست أسقفية كونستانتز أيضًا في ذلك الوقت.